# Cinquième district congressionnel de l'Ohio
Le 5e district congressionnel de l'Ohio se trouve dans le nord-ouest et le centre-nord de l'Ohio et borde l'Indiana. Le district est actuellement représenté par le Républicain Bob Latta.

## Géographie

### Comtés
- Crawford
- Hancock
- Henry
- Huron
- Lorain
- Mercer
- Paulding
- Putnam
- Seneca
- Van Wert
- Wood (en partie)
- Wyandot (en partie)

### Liste des grandes villes
Les plus grandes villes incluent dans le district sont :
- Lorain : 65 211
- Elyria : 52 656
- Findlay : 40 313
- North Ridgeville : 35 280
- Bowling Green : 30 808
- Avon Lake : 25 206
- Avon : 24 847
- Tiffin : 17 706
- Norwalk : 17 068
- Fostoria : 13 046
- Amherst : 12 681
- Bucyrus : 11 684
- Van Wert : 11 092
- Celina : 10 935
- Galion (*) : 10 453

(*) signifie que des zones de la ville sont localisées dans un autre district.

## Historique de vote
| Année | Président | Résultats              |
| ----- | --------- | ---------------------- |
| 2000  | Président | Bush 59,0 % - 37,0 %   |
| 2004  | Président | Bush 61,0 % - 39,0 %   |
| 2008  | Président | McCain 52,0 % - 46,0 % |
| 2012  | Président | Romney 53,9 % - 44,1 % |
| 2016  | Président | Trump 59,7 % - 34,6 %  |
| 2020  | Président | Trump 61,1 % - 36,7 %  |

## Liste des Représentants du district
| Membre                          | Parti                 | Années                              | Congrès        | Histoire électorale |
| ------------------------------- | --------------------- | ----------------------------------- | -------------- | --- |
| District établit le 4 mars 1813 |                       |                                     |                | |
| James Kilbourne (en)            | Républicain-Démocrate | 4 mars 1813 - 3 mars 1817           | 13e , 14e      | Élu en 1812. Réélu en 1814. Retrait. |
| Philemon Beecher (en)           | Républicain-Démocrate | 4 mars 1817 - 3 mars 1821           | 15e , 16e      | Élu en 1816. Réélu en 1818. Perd sa réélection. |
| Joseph Vance (en)               | Républicain-Démocrate | 4 mars 1821 - 3 mars 1823           | 17e            | Élu en 1820. Redécoupage vers le 4e district. |
| John Wilson Campbell (en)       | Républicain-Démocrate | 4 mars 1823 - 3 mars 1825           | 18e , 19e      | Redécoupage depuis le 2e district et réélu en 1822. Réélu en 1824. Retrait. |
| John Wilson Campbell (en)       | Anti-Jacksonien       | 4 mars 1825 - 3 mars 1827           | 18e , 19e      | Redécoupage depuis le 2e district et réélu en 1822. Réélu en 1824. Retrait. |
| William Russell (en)            | Jacksonien (en)       | 4 mars 1827 - 3 mars 1833           | 20e - 22e      | Élu en 1826. Réélu en 1828. Réélu en 1830. Perd sa réélection. |
| Thomas L. Hamer (en)            | Jacksonien (en)       | 4 mars 1833 - 3 mars 1837           | 23e - 25e      | Élu en 1832. Réélu en 1834. Réélu en 1836. |
| Thomas L. Hamer (en)            | Démocrate             | 4 mars 1837 - 3 mars 1839           | 23e - 25e      | Élu en 1832. Réélu en 1834. Réélu en 1836. |
| William Doan (en)               | Démocrate             | 4 mars 1839 - 3 mars 1843           | 26e , 27e      | Élu en 1838. Réélu en 1840. |
| Emery D. Potter (en)            | Démocrate             | 4 mars 1843 - 3 mars 1845           | 28e            | Élu en 1843. Retrait. |
| William Sawyer (en)             | Démocrate             | 4 mars 1845 - 3 mars 1849           | 29e , 30e      | Élu en 1844. Réélu en 1846. |
| Emery D. Potter (en)            | Démocrate             | 4 mars 1849 - 3 mars 1851           | 31e            | Élu en 1848. |
| Alfred Edgerton (en)            | Démocrate             | 4 mars 1851 - 3 mars 1855           | 32e , 33e      | Élu en 1850. Réélu en 1852. |
| Richard Mott (en)               | Opposition Party (en) | 4 mars 1855 - 3 mars 1857           | 34e , 35e      | Élu en 1854. Réélu en 1856. |
| Richard Mott (en)               | Républicain           | 4 mars 1857 - 3 mars 1859           | 34e , 35e      | Élu en 1854. Réélu en 1856. |
| James Mitchell Ashley           | Républicain           | 4 mars 1859 - 3 mars 1863           | 36e , 37e      | Élu en 1858. Réélu en 1860. Redécoupage vers le 10e district. |
| Francis Celeste Le Blond (en)   | Démocrate             | 4 mars 1863 - 3 mars 1867           | 38e , 39e      | Élu en 1862. Réélu en 1864. |
| William Mungen (en)             | Démocrate             | 4 mars 1867 - 3 mars 1871           | 40e , 41e      | Élu en 1866. Réélu en 1868. |
| Charles Nelson Lamison (en)     | Démocrate             | 4 mars 1871 - 3 mars 1875           | 42e , 43e      | Élu en 1870. Réélu en 1872. |
| Americus Vespucius Rice (en)    | Démocrate             | 4 mars 1875 - 3 mars 1879           | 44e , 45e      | Élu en 1874. Réélu en 1876. |
| Benjamin Le Fevre (en)          | Démocrate             | 4 mars 1879 - 3 mars 1883           | 46e , 47e      | Élu en 1878. Réélu en 1880. Redécoupage vers le 4e district. |
| George E. Seney (en)            | Démocrate             | 4 mars 1883 - 3 mars 1885           | 48e            | Élu en 1882. Redécoupage vers le 7e district. |
| Benjamin Le Fevre (en)          | Démocrate             | 4 mars 1885 - 3 mars 1887           | 49e            | Redécoupage depuis le 4e district et réélu en 1884. |
| George E. Seney (en)            | Démocrate             | 4 mars 1887 - 3 mars 1891           | 50e , 51e      | Redécoupage depuis le 7e district et réélu en 1886. Réélu en 1888. |
| Fernando C. Layton (en)         | Démocrate             | 4 mars 1891 - 3 mars 1893           | 52e            | Élu en 1890. Redécoupage vers le 4e district. |
| Dennis D. Donovan (en)          | Démocrate             | 4 mars 1893 - 3 mars 1895           | 53e            | Redécoupage depuis le 6e district et réélu en 1892. |
| Francis B. De Witt (en)         | Républicain           | 4 mars 1895 - 3 mars 1897           | 54e            | Élu en 1894. |
| David Meekison (en)             | Démocrate             | 4 mars 1897 - 3 mars 1901           | 55e , 56e      | Élu en 1896. Réélu en 1898. Retrait. |
| John S. Snook (en)              | Démocrate             | 4 mars 1901 - 3 mars 1905           | 57e , 58e      | Élu en 1900. Réélu en 1902. |
| William W. Campbell (en)        | Républicain           | 4 mars 1905 - 3 mars 1907           | 59e            | Élu en 1904. Perd sa réélection. |
| Timothy T. Ansberry (en)        | Démocrate             | 4 mars 1907 - 9 janvier 1915        | 60e - 63e      | Élu en 1906. Réélu en 1908. Réélu en 1910. Réélu en 1912. Démissionne lorsque nommé à la Cour d'Appel de l'Ohio. |
| Vacant                          | Vacant                | 9 janvier 1915 - 3 mars 1915        | 63e            | |
| Nelson E. Matthews (en)         | Républicain           | 4 mars 1915 - 3 mars 1917           | 64e            | Élu en 1914. |
| John S. Snook (en)              | Démocrate             | 4 mars 1917 - 3 mars 1919           | 65e            | Élu en 1916. Retrait. |
| Charles J. Thompson (en)        | Républicain           | 4 mars 1919 - 3 mars 1931           | 66e - 71e      | Élu en 1918. Réélu en 1920. Réélu en 1922. Réélu en 1924. Réélu en 1926. Réélu en 1928. Perd sa réélection. |
| Frank C. Kniffin (en)           | Démocrate             | 4 mars 1931 - 3 janvier 1939        | 72e - 75e      | Élu en 1930. Réélu en 1932. Réélu en 1934. Réélu en 1936. Perd sa réélection. |
| Cliff Clevenger (en)            | Républicain           | 3 janvier 1939 - 3 janvier 1959     | 76e - 85e      | Élu en 1938. Réélu en 1940. Réélu en 1942. Réélu en 1944. Réélu en 1946. Réélu en 1948. Réélu en 1950. Réélu en 1952. Réélu en 1954. Réélu en 1956. Retrait.                                                                            |
| Del Latta (en)                  | Républicain           | 3 janvier 1959 - 3 janvier 1989     | 86e - 100e     | Élu en 1958. Réélu en 1960. Réélu en 1962. Réélu en 1964. Réélu en 1966. Réélu en 1968. Réélu en 1970. Réélu en 1972. Réélu en 1974. Réélu en 1976. Réélu en 1978. Réélu en 1980. Réélu en 1982. Réélu en 1984. Réélu en 1986. Retrait. |
| Paul Gillmor (en)               | Républicain           | 3 janvier 1989 - 5 septembre 2007   | 101e - 110e    | Élu en 1988. Réélu en 1990. Réélu en 1992. Réélu en 1994. Réélu en 1996. Réélu en 1998. Réélu en 2000. Réélu en 2002. Réélu en 2004. Réélu en 2006. Décès.                                                                              |
| Vacant                          | Vacant                | 5 septembre 2007 - 11 décembre 2007 | 110e           | |
| Bob Latta                       | Républicain           | 11 décembre 2007 - Présent          | 110e - Présent | Élu pour terminer le mandat de Gillmor. Réélu en 2008. Réélu en 2010. Réélu en 2012. Réélu en 2014. Réélu en 2016. Réélu en 2018. Réélu en 2020. Réélu en 2022. Réélu en 2024.                                                          |

## Résultats des récentes élections
Voici les résultats des dix précédents cycles électoraux dans le district.

## Frontières historiques du district

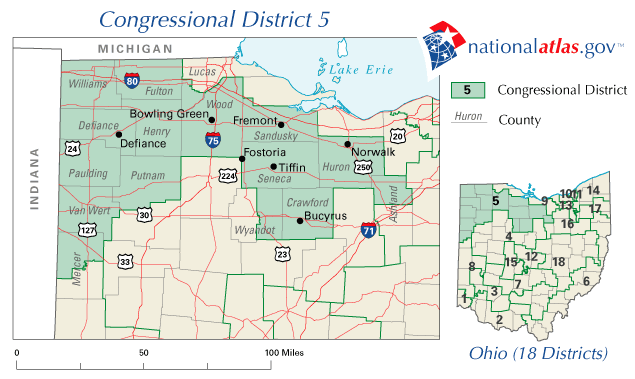
2003 - 2013

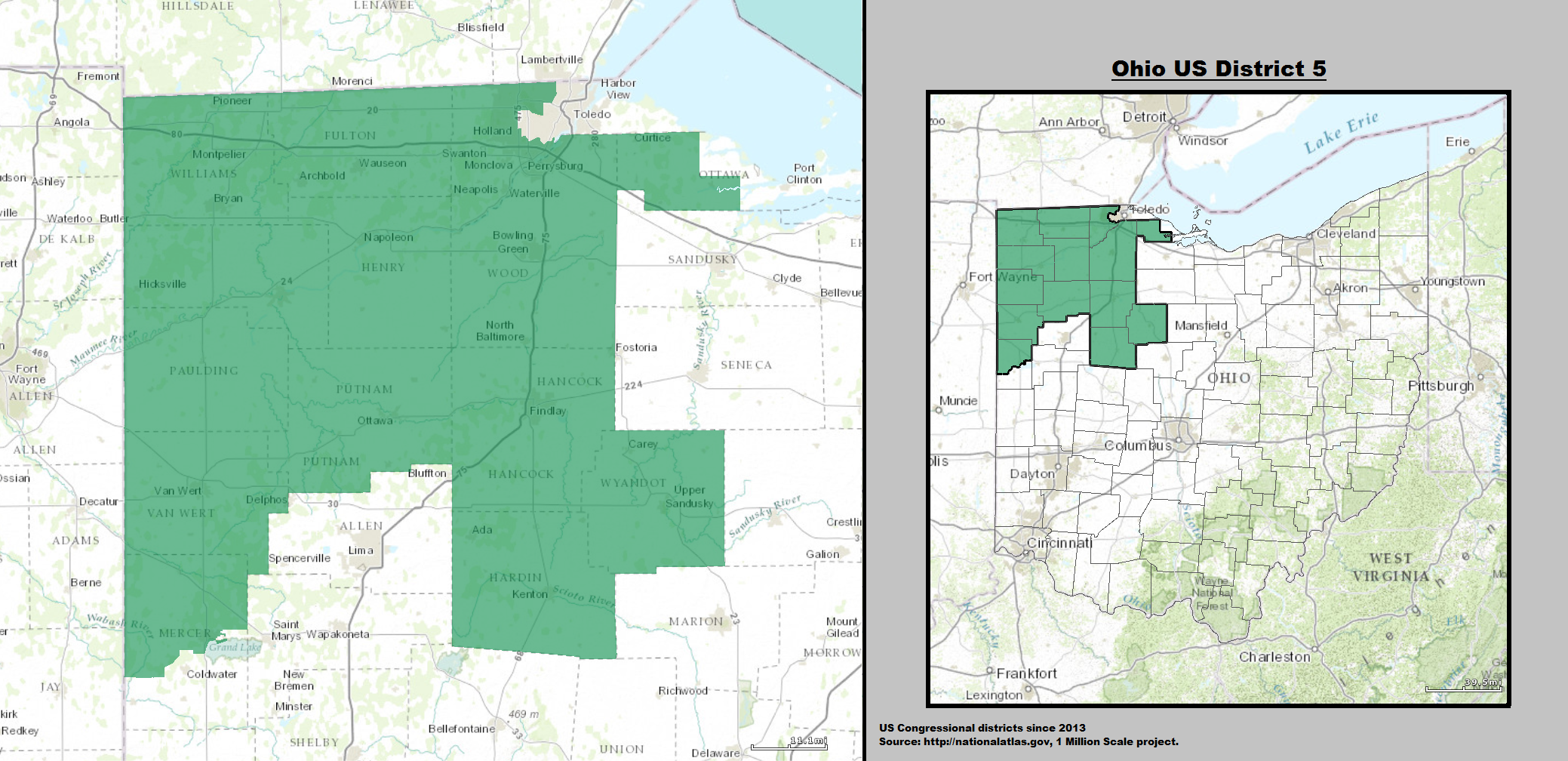
2013 - 2023

### 2004
| Élection de 2004 du 5e district congressionnel de l'Ohio | Élection de 2004 du 5e district congressionnel de l'Ohio | Élection de 2004 du 5e district congressionnel de l'Ohio | Élection de 2004 du 5e district congressionnel de l'Ohio | Élection de 2004 du 5e district congressionnel de l'Ohio |
| -------------------------------------------------------- | -------------------------------------------------------- | -------------------------------------------------------- | -------------------------------------------------------- | -------------------------------------------------------- |
| Parti                                                    | Parti                                                    | Candidat                                                 | Votes                                                    | %                                                        |
|                                                          | Républicain                                              | Paul Gillmor (en) (sortant)                              | 196 649                                                  | 67,0                                                     |
|                                                          | Démocrate                                                | Robin Weirauch                                           | 96 656                                                   | 33,0                                                     |
| Total des votes                                          | Total des votes                                          | Total des votes                                          | 293 305                                                  | 100 %                                                    |
|                                                          | Les Républicains conservent                              |                                                          |                                                          |                                                          |

### 2006
| Élection de 2006 du 5e district congressionnel de l'Ohio | Élection de 2006 du 5e district congressionnel de l'Ohio | Élection de 2006 du 5e district congressionnel de l'Ohio | Élection de 2006 du 5e district congressionnel de l'Ohio | Élection de 2006 du 5e district congressionnel de l'Ohio |
| -------------------------------------------------------- | -------------------------------------------------------- | -------------------------------------------------------- | -------------------------------------------------------- | -------------------------------------------------------- |
| Parti                                                    | Parti                                                    | Candidat                                                 | Votes                                                    | %                                                        |
|                                                          | Républicain                                              | Paul Gillmor (en) (sortant)                              | 129 813                                                  | 56,8                                                     |
|                                                          | Démocrate                                                | Robin Weirauch                                           | 98 544                                                   | 43,2                                                     |
| Total des votes                                          | Total des votes                                          | Total des votes                                          | 228 357                                                  | 100 %                                                    |
|                                                          | Les Républicains conservent                              |                                                          |                                                          |                                                          |

### 2007 (Spéciale)
| Élection Spéciale de 2007 du 5e district congressionnel de l'Ohio | Élection Spéciale de 2007 du 5e district congressionnel de l'Ohio | Élection Spéciale de 2007 du 5e district congressionnel de l'Ohio | Élection Spéciale de 2007 du 5e district congressionnel de l'Ohio | Élection Spéciale de 2007 du 5e district congressionnel de l'Ohio |
| ----------------------------------------------------------------- | ----------------------------------------------------------------- | ----------------------------------------------------------------- | ----------------------------------------------------------------- | ----------------------------------------------------------------- |
| Parti                                                             | Parti                                                             | Candidat                                                          | Votes                                                             | %                                                                 |
|                                                                   | Républicain                                                       | Bob Latta                                                         | 56 114                                                            | 57,0                                                              |
|                                                                   | Démocrate                                                         | Robin Weirauch                                                    | 42 229                                                            | 42,9                                                              |
|                                                                   | Write-In                                                          | John Green                                                        | 167                                                               | 0,2                                                               |
| Total des votes                                                   | Total des votes                                                   | Total des votes                                                   | 98 510                                                            | 100 %                                                             |
|                                                                   | Les Républicains conservent                                       |                                                                   |                                                                   |                                                                   |

### 2008
| Élection de 2008 du 5e district congressionnel de l'Ohio | Élection de 2008 du 5e district congressionnel de l'Ohio | Élection de 2008 du 5e district congressionnel de l'Ohio | Élection de 2008 du 5e district congressionnel de l'Ohio | Élection de 2008 du 5e district congressionnel de l'Ohio |
| -------------------------------------------------------- | -------------------------------------------------------- | -------------------------------------------------------- | -------------------------------------------------------- | -------------------------------------------------------- |
| Parti                                                    | Parti                                                    | Candidat                                                 | Votes                                                    | %                                                        |
|                                                          | Républicain                                              | Bob Latta (sortant)                                      | 188 905                                                  | 64,1                                                     |
|                                                          | Démocrate                                                | George Mays                                              | 105 840                                                  | 35,9                                                     |
| Total des votes                                          | Total des votes                                          | Total des votes                                          | 294 745                                                  | 100 %                                                    |
|                                                          | Les Républicains conservent                              |                                                          |                                                          |                                                          |

### 2010
| Élection de 2010 du 5e district congressionnel de l'Ohio | Élection de 2010 du 5e district congressionnel de l'Ohio | Élection de 2010 du 5e district congressionnel de l'Ohio | Élection de 2010 du 5e district congressionnel de l'Ohio | Élection de 2010 du 5e district congressionnel de l'Ohio |
| -------------------------------------------------------- | -------------------------------------------------------- | -------------------------------------------------------- | -------------------------------------------------------- | -------------------------------------------------------- |
| Parti                                                    | Parti                                                    | Candidat                                                 | Votes                                                    | %                                                        |
|                                                          | Républicain                                              | Bob Latta (sortant)                                      | 140 703                                                  | 67,8                                                     |
|                                                          | Démocrate                                                | Caleb Finkenbiner                                        | 54 919                                                   | 26,5                                                     |
|                                                          | Libertarien                                              | Brian L. Smith                                           | 11 831                                                   | 5,7                                                      |
| Total des votes                                          | Total des votes                                          | Total des votes                                          | 207 453                                                  | 100 %                                                    |
|                                                          | Les Républicains conservent                              |                                                          |                                                          |                                                          |

### 2012
| Élection de 2012 du 5e district congressionnel de l'Ohio | Élection de 2012 du 5e district congressionnel de l'Ohio | Élection de 2012 du 5e district congressionnel de l'Ohio | Élection de 2012 du 5e district congressionnel de l'Ohio | Élection de 2012 du 5e district congressionnel de l'Ohio |
| -------------------------------------------------------- | -------------------------------------------------------- | -------------------------------------------------------- | -------------------------------------------------------- | -------------------------------------------------------- |
| Parti                                                    | Parti                                                    | Candidat                                                 | Votes                                                    | %                                                        |
|                                                          | Républicain                                              | Bob Latta (sortant)                                      | 201 514                                                  | 57,3                                                     |
|                                                          | Démocrate                                                | Angela Zimmann                                           | 137 806                                                  | 39,2                                                     |
|                                                          | Libertarien                                              | Eric Eberly                                              | 12 558                                                   | 3,5                                                      |
| Total des votes                                          | Total des votes                                          | Total des votes                                          | 351 878                                                  | 100 %                                                    |
|                                                          | Les Républicains conservent                              |                                                          |                                                          |                                                          |

### 2014
| Élection de 2014 du 5e district congressionnel de l'Ohio | Élection de 2014 du 5e district congressionnel de l'Ohio | Élection de 2014 du 5e district congressionnel de l'Ohio | Élection de 2014 du 5e district congressionnel de l'Ohio | Élection de 2014 du 5e district congressionnel de l'Ohio |
| -------------------------------------------------------- | -------------------------------------------------------- | -------------------------------------------------------- | -------------------------------------------------------- | -------------------------------------------------------- |
| Parti                                                    | Parti                                                    | Candidat                                                 | Votes                                                    | %                                                        |
|                                                          | Républicain                                              | Bob Latta (sortant)                                      | 134 449                                                  | 66,5                                                     |
|                                                          | Démocrate                                                | Robert Fry                                               | 58 507                                                   | 28,9                                                     |
|                                                          | Libertarien                                              | Eric Eberly                                              | 9 344                                                    | 4,6                                                      |
| Total des votes                                          | Total des votes                                          | Total des votes                                          | 202 300                                                  | 100 %                                                    |
|                                                          | Les Républicains conservent                              |                                                          |                                                          |                                                          |

### 2016
| Élection de 2016 du 5e district congressionnel de l'Ohio | Élection de 2016 du 5e district congressionnel de l'Ohio | Élection de 2016 du 5e district congressionnel de l'Ohio | Élection de 2016 du 5e district congressionnel de l'Ohio | Élection de 2016 du 5e district congressionnel de l'Ohio |
| -------------------------------------------------------- | -------------------------------------------------------- | -------------------------------------------------------- | -------------------------------------------------------- | -------------------------------------------------------- |
| Parti                                                    | Parti                                                    | Candidat                                                 | Votes                                                    | %                                                        |
|                                                          | Républicain                                              | Bob Latta (sortant)                                      | 244 599                                                  | 70,9                                                     |
|                                                          | Démocrate                                                | James L. Neu Jr.                                         | 100 392                                                  | 29,1                                                     |
| Total des votes                                          | Total des votes                                          | Total des votes                                          | 344 991                                                  | 100 %                                                    |
|                                                          | Les Républicains conservent                              |                                                          |                                                          |                                                          |

### 2018
| Élection de 2018 du 5e district congressionnel de l'Ohio | Élection de 2018 du 5e district congressionnel de l'Ohio | Élection de 2018 du 5e district congressionnel de l'Ohio | Élection de 2018 du 5e district congressionnel de l'Ohio | Élection de 2018 du 5e district congressionnel de l'Ohio |
| -------------------------------------------------------- | -------------------------------------------------------- | -------------------------------------------------------- | -------------------------------------------------------- | -------------------------------------------------------- |
| Parti                                                    | Parti                                                    | Candidat                                                 | Votes                                                    | %                                                        |
|                                                          | Républicain                                              | Bob Latta (sortant)                                      | 176 569                                                  | 62,3                                                     |
|                                                          | Démocrate                                                | J. Michael Galbraith                                     | 99 655                                                   | 35,1                                                     |
|                                                          | Libertarien                                              | Don Kissick                                              | 7 393                                                    | 2,6                                                      |
| Total des votes                                          | Total des votes                                          | Total des votes                                          | 283 617                                                  | 100 %                                                    |
|                                                          | Les Républicains conservent                              |                                                          |                                                          |                                                          |

### 2020
| Élection de 2020 du 5e district congressionnel de l'Ohio | Élection de 2020 du 5e district congressionnel de l'Ohio | Élection de 2020 du 5e district congressionnel de l'Ohio | Élection de 2020 du 5e district congressionnel de l'Ohio | Élection de 2020 du 5e district congressionnel de l'Ohio |
| -------------------------------------------------------- | -------------------------------------------------------- | -------------------------------------------------------- | -------------------------------------------------------- | -------------------------------------------------------- |
| Parti                                                    | Parti                                                    | Candidat                                                 | Votes                                                    | %                                                        |
|                                                          | Républicain                                              | Bob Latta (sortant)                                      | 257 019                                                  | 68,0                                                     |
|                                                          | Démocrate                                                | Nick Rubando                                             | 120 962                                                  | 32,0                                                     |
| Total des votes                                          | Total des votes                                          | Total des votes                                          | 377 981                                                  | 100 %                                                    |
|                                                          | Les Républicains conservent                              |                                                          |                                                          |                                                          |

### 2022
| Primaire Républicaine de 2022 du 5e district congressionnel de l'Ohio | Primaire Républicaine de 2022 du 5e district congressionnel de l'Ohio | Primaire Républicaine de 2022 du 5e district congressionnel de l'Ohio | Primaire Républicaine de 2022 du 5e district congressionnel de l'Ohio | Primaire Républicaine de 2022 du 5e district congressionnel de l'Ohio |
| --------------------------------------------------------------------- | --------------------------------------------------------------------- | --------------------------------------------------------------------- | --------------------------------------------------------------------- | --------------------------------------------------------------------- |
| Parti                                                                 | Parti                                                                 | Candidat                                                              | Votes                                                                 | %                                                                     |
|                                                                       | Républicain                                                           | Bob Latta (sortant)                                                   | 69 981                                                                | 100                                                                   |

| Primaire Démocrate de 2022 du 5e district congressionnel de l'Ohio | Primaire Démocrate de 2022 du 5e district congressionnel de l'Ohio | Primaire Démocrate de 2022 du 5e district congressionnel de l'Ohio | Primaire Démocrate de 2022 du 5e district congressionnel de l'Ohio | Primaire Démocrate de 2022 du 5e district congressionnel de l'Ohio |
| ------------------------------------------------------------------ | ------------------------------------------------------------------ | ------------------------------------------------------------------ | ------------------------------------------------------------------ | ------------------------------------------------------------------ |
| Parti                                                              | Parti                                                              | Candidat                                                           | Votes                                                              | %                                                                  |
|                                                                    | Démocrate                                                          | Craig Swartz                                                       | 14 314                                                             | 54,2                                                               |
|                                                                    | Démocrate                                                          | Martin Heberling III                                               | 12 088                                                             | 45,8                                                               |

| Élection de 2022 du 5e district congressionnel de l'Ohio | Élection de 2022 du 5e district congressionnel de l'Ohio | Élection de 2022 du 5e district congressionnel de l'Ohio | Élection de 2022 du 5e district congressionnel de l'Ohio | Élection de 2022 du 5e district congressionnel de l'Ohio |
| -------------------------------------------------------- | -------------------------------------------------------- | -------------------------------------------------------- | -------------------------------------------------------- | -------------------------------------------------------- |
| Parti                                                    | Parti                                                    | Candidat                                                 | Votes                                                    | %                                                        |
|                                                          | Républicain                                              | Bob Latta (sortant)                                      | 187 303                                                  | 66,9                                                     |
|                                                          | Démocrate                                                | Craig Swartz                                             | 92 634                                                   | 33,1                                                     |
| Total des votes                                          | Total des votes                                          | Total des votes                                          | 279 937                                                  | 100 %                                                    |
|                                                          | Les Républicains conservent                              |                                                          |                                                          |                                                          |

### 2024
| Primaire Républicaine de 2022 du 5e district congressionnel de l'Ohio | Primaire Républicaine de 2022 du 5e district congressionnel de l'Ohio | Primaire Républicaine de 2022 du 5e district congressionnel de l'Ohio | Primaire Républicaine de 2022 du 5e district congressionnel de l'Ohio | Primaire Républicaine de 2022 du 5e district congressionnel de l'Ohio |
| --------------------------------------------------------------------- | --------------------------------------------------------------------- | --------------------------------------------------------------------- | --------------------------------------------------------------------- | --------------------------------------------------------------------- |
| Parti                                                                 | Parti                                                                 | Candidat                                                              | Votes                                                                 | %                                                                     |
|                                                                       | Républicain                                                           | Bob Latta (sortant)                                                   | 70 077                                                                | 82,9                                                                  |
|                                                                       | Républicain                                                           | Robert Owsiak Jr.                                                     | 14 478                                                                | 17,1                                                                  |

| Primaire Démocrate de 2022 du 5e district congressionnel de l'Ohio | Primaire Démocrate de 2022 du 5e district congressionnel de l'Ohio | Primaire Démocrate de 2022 du 5e district congressionnel de l'Ohio | Primaire Démocrate de 2022 du 5e district congressionnel de l'Ohio | Primaire Démocrate de 2022 du 5e district congressionnel de l'Ohio |
| ------------------------------------------------------------------ | ------------------------------------------------------------------ | ------------------------------------------------------------------ | ------------------------------------------------------------------ | ------------------------------------------------------------------ |
| Parti                                                              | Parti                                                              | Candidat                                                           | Votes                                                              | %                                                                  |
|                                                                    | Démocrate                                                          | Keith Mundy                                                        | 26 920                                                             | 100%                                                               |

| Élection de 2022 du 5e district congressionnel de l'Ohio | Élection de 2022 du 5e district congressionnel de l'Ohio | Élection de 2022 du 5e district congressionnel de l'Ohio | Élection de 2022 du 5e district congressionnel de l'Ohio | Élection de 2022 du 5e district congressionnel de l'Ohio |
| -------------------------------------------------------- | -------------------------------------------------------- | -------------------------------------------------------- | -------------------------------------------------------- | -------------------------------------------------------- |
| Parti                                                    | Parti                                                    | Candidat                                                 | Votes                                                    | %                                                        |
|                                                          | Républicain                                              | Bob Latta (sortant)                                      | 255 633                                                  | 67,51                                                    |
|                                                          | Démocrate                                                | Craig Swartz                                             | 123 024                                                  | 32,49                                                    |
| Total des votes                                          | Total des votes                                          | Total des votes                                          | 378 657                                                  | 100 %                                                    |
|                                                          | Les Républicains conservent                              |                                                          |                                                          |                                                          |